# Людериц (окръг)
Окръг Людериц със своята площ от 53 063 km² и население от едва 20 000 души е най-големият но едновременно с това един от най-рядко населените административни окръзи в Намибия. В общи линии територията му обхваща западната част на региона Карас. Окръжен град и административен център е град Людериц.
Окръгът граничи на запад с Атлантическия океан и с окръзите Гибеон - на север, Берсеба - на запад и Ораниемунд - на юг. Заема голяма част от пустинята Намиб с което се обяснява и ниската му гъстота на населението.
На територията му са разположени Диамантените забранени зони с прилежащия курортен район и цялата южна част на националния парк Намиб - Науклуфт.